# (28483) Allenyuan
(28483) Allenyuan est un astéroïde de la ceinture principale d'astéroïdes.

## Description
(28483) Allenyuan est un astéroïde de la ceinture principale d'astéroïdes. Il fut découvert le 4 février 2000 à Socorro (Nouveau-Mexique) par le projet LINEAR. Il présente une orbite caractérisée par un demi-grand axe de 2,29 UA, une excentricité de 0,15 et une inclinaison de 1,1° par rapport à l'écliptique.

## Compléments